# Myiarchus oberi
Myiarchus oberi là một loài chim trong họ Tyrannidae.